# Кристијан Кинтеро
Кристијан Данијел Кинтеро Валеро (Каракас, 14. октобар 1992) венецуелански је пливач чија специјалност је пливање слободним стилом. 

## Каријера
На међународној сцени дебитовао је на првим Олимпијским играма младих одржаним у августу 2010. у Сингапуру и на том такмичењу успео је да освоји сребрну медаљу у трци на 200 слободно и бронзу на 400 слободно. У децембру исте године наступио је и на Светском првенству у малим базенима у Дубаију, али без неких запаженијих резултата.  
На светским првенствима у великим базенима први пут је наступио у Шангају 2011, а најбољи резултат остварио је у штафети 4×100 слободно у којој су Венецуеланци заузели 14. место у квалификацијама. Нешто касније исте године учестовао је и на Панамеричким играма у мексичкој Гвадалахари где је успео да освоји 3 бронзане медаље, укључујући и ону на 400 слободно.
На Олимпијским играма дебитовао је у Лондону 2012. где му је најбољи резултат било 16. место у квалификацијама трке на 400 слободно, док је венецуеланска штафета 4×100 слободно у којој је такјође наступио испливала 15. време квалификација и није се пласирала у финале. 
Учестовао је и на наредна три светска првенства (Барселона 2013, Казањ 2015. и Будимпешта 2017) али ни на једном од њих није успео да успешно прође кроз квалификационе трке.
Наступио је и на ЛОИ 2016. у Рију де Жанеиру где се такмичио у чак 4 трке слободним стилом, а најбољи резултат остварио је у трци на 200 слободно у којој је успео да се пласира у полуфинале које је окончао на укупно 16. месту. 
Кинтеро је 2018. пливао на Светском првенству у малим базенима, а годину дана касније и на Светском првенству у великим базенима у Квангџуу (30. место на 100 слободно и 24. место на 200 слободно). Учествовао је и на Панамеричким играма у Лими 2019, где је заузео три четврта места у тркама на 100 слободно, 4×100 слободно у миксу, 4×100 слободно и 4×200 слободно.